# Extreem luid & ongelooflijk dichtbij
Extreem luid & ongelooflijk dichtbij,  originele Engelse titel Extremely Loud and Incredibly Close, is een roman geschreven door Jonathan Safran Foer.

## Verhaal
De verteller van het boek is Oskar Schell, een negenjarige jongen. Oskar vertelt over hoe hij spelletjes speelde met zijn vader. Zijn vader maakte raadsels en speurtochten voor Oskar. Twee jaar voor het begin van het verhaal is zijn vader omgekomen bij de aanslagen op 11 september 2001. In het verhaal vindt Oskar een sleutel in een oude vaas van zijn vader, en hij begint een zoektocht door New York om te ontdekken op welk slot deze sleutel past. Hij vermoedt dat dit het laatste raadsel van zijn vader is.

## Verfilming
In 2012 werd het Engelse boek door regisseur Stephen Daldry verfilmd onder de titel Extremely Loud & Incredibly Close. De hoofdrollen werden gespeeld door Thomas Horn, Sandra Bullock en Tom Hanks.